# Bajanda
Bajanda est un hameau situé à Estavar, dans le département français des Pyrénées-Orientales. Il fut le chef-lieu d'une ancienne commune nommée Bajande .

## Géographie

### Localisation
Bajanda se situe à l'est d'Estavar.

### Hydrographie
Cours d'eau :
- Torrent de la Menua
- Rec d'Angust
- Rec dels Bacs

### Voies de communication et transports
Le hameau de Bajanda est à proximité de la route D33 qui rejoint Estavar vers le nord-ouest ou Saillagouse vers le sud-est.

## Toponymie
Pour un article plus général, voir Toponymie des Pyrénées-Orientales.
La paroisse de Bajanda est citée pour la première fois en 839 (parr. Baiamite). On trouve aussi la mention mansa de Baianida en 988.

## Histoire
Bajanda dépend de la paroisse d'Estavar jusqu'en 1792 puis devient une commune sous le nom francisé de Bajande.
Estavar absorbe la commune de Bajande le 13 mars 1822,.

## Démographie
La population est exprimée en nombre de feux (f) ou d'habitants (H).
| 1515 | 1553 | 1767 | 1774 | 1789 | 1793 | 1794 | 1796 | 1800 |
| ---- | ---- | ---- | ---- | ---- | ---- | ---- | ---- | ---- |
| 4 f  | 5 f  | 48 H | 13 f | 15 f | 63 H | 69 H | 65 H | 64 H |

| 1804 | 1806 | 1820 | - | - | - | - | - | - |
| ---- | ---- | ---- | - | - | - | - | - | - |
| 74 H | 77 H | 75 H | - | - | - | - | - | - |

Notes : 
- 1365, 1378 et 1720 : comptée avec Estavar.
- À partir de 1826, les habitants de Bajanda sont recensés avec ceux d'Estavar.

## Culture locale et patrimoine

### Lieux et monuments
- Église Saint-Barthélemy de Bajanda : église romane, déjà citée en 1265[1].